# Absher (aplicativo)
O Absher é um aplicativo de smartphone que permite que cidadãos e residentes na Arábia Saudita usem uma variedade de serviços governamentais.  Entre vários serviços que o aplicativo oferece, ele pode ser aplicado para autorizações de trabalhos e de Hajj, informações de passaporte podem ser atualizadas e crimes eletrônicos podem ser relatados.  O aplicativo fornece 160 serviços para residentes da Arábia Saudita, incluindo agendamento, renovação de passaportes, cartões de residentes, carteiras de identidade, carteiras de habilitação e outros. A principal controvérsia é que Absher permite que homens sauditas rastreiem o paradeiro de suas mulheres, como parte do sistema de tutela masculina do país.
O aplicativo pode ser baixado na Google Play Store e na Apple App Store e é fornecido pelo Ministério do Interior da Arábia Saudita .  Segundo o Ministério do Interior, o Absher tem mais de 11 milhões de usuários.   Em fevereiro de 2019, o Absher foi baixado 4,2 milhões de vezes na App Store.

## Impacto nos direitos das mulheres
O aplicativo ganhou atenção da mídia em 2019 por suas funções de apoio à política saudita de tutela masculina após uma investigação da Business Insider .  O aplicativo permite que responsáveis designados recebam notificações se uma mulher sob sua tutela passar por um aeroporto e retirar seu direito de viajar.
Em alguns casos, as mulheres foram capazes de contornar as funções pretendidas do aplicativo, ganhando controle sobre suas configurações para usá-lo para permitir-las viajar
Em resposta a essa crítica, o CEO da Apple, Tim Cook, declarou em fevereiro de 2019 que pretendia investigar a situação. Google também afirmou que iria rever o pedido.  Após uma rápida revisão, o Google se recusou a remover o aplicativo, pois não viola os termos e condições acordados.
Sobre esse assunto, o gerente da Absher, Atiyah Al-Anazy, disse que 2 milhões de mulheres estão atualmente usando o aplicativo na Arábia Saudita para facilitar suas transações.  Algumas usuárias afirmaram que o aplicativo facilitou a circulação e os problemas relacionados a viagens.